# Corporatie (fascisme)
Corporaties waren instellingen die de belangen van werkgevers, werknemers en de staat vertegenwoordigden binnen specifieke economische sectoren. Deze corporaties speelden een belangrijke rol in het fascistische systeem. 
Onder het fascisme werd gestreefd naar een sterk gecentraliseerde staat waarin de economie werd georganiseerd op basis van corporatistische principes. In fascistische staten, zoals het fascistische Italië onder Mussolini en het nationaalsocialistische Duitsland onder Hitler, werden corporaties opgericht om de economie te coördineren en de macht van de vakbonden en andere arbeidersorganisaties te beperken. Deze corporaties werden gecontroleerd door de staat en speelden een cruciale rol bij het reguleren van de economische activiteiten en het bevorderen van de nationalistische en autoritaire doelstellingen van het regime.
De corporaties waren georganiseerd op basis van de principes van corporatisme, wat inhoudt dat belangenorganisaties van werkgevers en werknemers werden samengebracht in een gecontroleerd systeem onder leiding van de staat. In theorie was het doel van deze corporaties om harmonie tussen arbeid en kapitaal te bewerkstelligen en economische conflicten op te lossen. In de praktijk dienden ze echter als instrumenten voor het regime om de economie te controleren en te sturen in overeenstemming met de fascistische ideologie.
De corporaties hadden vaak vertegenwoordigers van werkgevers, werknemers en de staat in hun bestuursorganen. Deze bestuursorganen namen beslissingen over zaken zoals lonen, arbeidsvoorwaarden, productiequota en prijzen, waarbij de belangen van de staat en de fascistische ideologie altijd de boventoon voerden.
Hoewel het corporatistische model een kenmerkend aspect was van fascistische economieën, verschilde de implementatie ervan enigszins tussen verschillende fascistische regimes. Niettemin was de rol van corporaties als instrumenten van economische controle en sociale coöptatie een gemeenschappelijk kenmerk van het fascisme.